# Gesetz über Hilfen und Schutzmaßnahmen bei psychischen Krankheiten (Nordrhein-Westfalen)
Das Gesetz über Hilfen und Schutzmaßnahmen bei psychischen Krankheiten, kurz PsychKG, ist ein Landesgesetz in Nordrhein-Westfalen. Es regelt die Unterbringung. Es gilt nicht für Personen, die auf Grund der §§ 63, 64 StGB, 81, 126 a, 453 c in Verbindung mit § 463 StPO, §§ 7, 73 JGG und §§ 1631b, 1800, 1815 sowie 1906 BGB untergebracht sind.

## Gesetzeshistorie
Die Neufassung vom 17. Dezember 1999 löste das gleichnamige Gesetz vom 2. Dezember 1969 ab.

## Novelle 2017
Das „Gesetz über Hilfen und Schutzmaßnahmen bei psychischen Krankheiten (Nordrhein-Westfalen)“ wurde 2016 umfassend novelliert und die entsprechenden Änderungen traten zum 1. Januar 2017 in Kraft. Dabei erfolgte einerseits eine „Anpassung an die Entwicklungen der Gesetzgebung, Rechtsprechung und Medizinethik der vergangenen Jahre“, und andererseits „die durchgehende Betonung der Patientenrechte, des Patientenwillens und der Patientenautonomie“. Im Geist der UN-Behindertenrechtskonvention legt die Novellierung „Wert auf eine kleinstmögliche Einschränkung der Freiheit einschließlich der Bewegungsfreiheit und der Selbstbestimmung der Patienten. In der Umsetzung wird bei allen Maßnahmen noch mehr auf die Rechte und die Würde, die persönliche Integrität und den Willen der Patienten geachtet.“
Zentrale Änderungen der Novelle sind unter anderem:
- Über die Aufnahme in eine Unterbringung und auch über den Termin zur richterlichen Anhörung sind nicht nur eine Person des Vertrauens des Patienten, sondern auch die Verfahrensbevollmächtigten und die rechtliche Vertretung unverzüglich zu informieren, sodass sie den Patienten gegebenenfalls dabei begleiten können.
- Die Unterbringung der Patienten soll so weitgehend wie möglich in offenen Formen erfolgen, die bislang übliche Praxis der Unterbringung hinter geschlossenen Türen soll also tendenziell verlassen und gefährdete Patienten vorzugsweise durch eine engere personelle Begleitung und Überwachung bis hin zu einer Eins-zu-Eins-Betreuung gesichert werden.
- Die Erforderlichkeit der Unterbringung soll grundsätzlich täglich auch an Wochenenden und Feiertagen ärztlich überprüft und dokumentiert werden.
- Ein Aufenthalt im Freien soll in der Regel für mindestens eine Stunde täglich angeboten werden.
- Der Abschluss von Behandlungsvereinbarungen ist anzubieten und zu fördern sowie auf die Möglichkeit zur Niederlegung des Willens in Patientenverfügungen ist hinzuweisen.
- Eine Zwangsbehandlung ist nur engen Voraussetzungen (Lebensgefahr oder erhebliche Gefahren für die Gesundheit der betroffenen Person oder dritter Personen im Rahmen der Unterbringung; die Maßnahme dient der Wiederherstellung der freien Selbstbestimmung, soweit dies möglich ist; Aussichtslosigkeit einer weniger eingreifenden Maßnahme; zunächst ernsthafter Versuch, die auf Vertrauen gegründete Zustimmung des Betroffenen zu erreichen, mit dem nötigen Zeitaufwand und ohne Ausübung unzulässigen Drucks; rechtzeitige Ankündigung, sodass rechtzeitig Rechtsschutz eingeholt werden kann; zu erwartender Nutzen deutlich höher als zu erwartende Beeinträchtigung) möglich. Der individuell mutmaßliche Wille des Patienten nach §§ 639d; 1827 und 1828 BGB, der z.b. in Form einer Patientenverfügung vorliegen kann, ist zu beachten (§ 18 I S. 2; IV S. 2; § 2 II PschKG NRW)
- Die nunmehr regelhafte richterliche Genehmigung für die Zwangsbehandlung ist von den behandelnden Ärzten zu beantragen. Nur in Ausnahmefällen kann darauf verzichtet werden, wenn die sofortige Zwangsmaßnahme zur Vermeidung einer gegenwärtigen Lebensgefahr oder schwerwiegenden Gefahr für die Gesundheit der untergebrachten Person oder dritter Personen erforderlich ist, wenn eine besondere Sicherungsmaßnahme (damit ist eine Fixierung oder Isolierung gemeint) nicht geeignet oder ausreichend ist, um die akute Gefährdung zu überwinden, und wenn die richterliche Genehmigung nicht rechtzeitig erreichbar ist. Zwangsbehandlungen ohne richterliche Genehmigung sind monatlich der Aufsichtsbehörde (zuständige Bezirksregierung) zu melden. Jede Zwangsbehandlung ist durch die behandelnde Ärztin oder den behandelnden Arzt zu dokumentieren und nachzubesprechen, sobald es der Gesundheitszustand der Betroffenen zulässt.
- Neben der Beschränkung des Aufenthaltes im Freien, der Unterbringung in einem besonderen Raum (Isolierung) und der mechanischen Fixierung (Festbinden) gilt nunmehr auch das Festhalten als besondere Sicherungsmaßnahme; dabei ist jeweils die Maßnahme anzuwenden, die (bei individueller Betrachtung) am wenigsten in die Rechte der Betroffenen eingreift.
- Wenn eine Fixierung über einen längeren Zeitraum andauert (laut Begründungstext zum Gesetzentwurf (LT-Drucksache 16/12068) > 24 Std.) oder sich regelmäßig wiederholt, dann ist eine richterliche Genehmigung zu beantragen.
- Ausdrücklich festgeschrieben ist nun Recht von Patienten, ein Handy mit Internetzugang weiter zu nutzen, jedoch ohne Fotos oder Videos von anderen Patienten zu machen oder zu posten.

## Inhalte
- Unterbringungen nach § 11 PsychKG sind zunächst auf höchstens sechs Wochen befristet; Verlängerungen bis maximal drei Monate sind möglich (§ 284 Abs. 2 FamFG).